# Kwame Nkrumah
Kwame Nkrumah, né le 21 septembre 1909 à Nkroful alors Côte-de-l'Or (colonie britannique) et actuel Ghana et mort le 27 avril 1972 à Bucarest (république socialiste de Roumanie), est un homme d'État indépendantiste et panafricaniste ghanéen qui dirigea la Côte-de-l'Or britannique de 1954 à 1957, puis le Ghana indépendant, d'abord comme Premier ministre de 1957 à 1960, puis en qualité de président de la République de 1960 à 1966.

## Biographie

### Études et premiers engagements politiques
Kwame Nkrumah est né en 1909 en « Côte-de-l'Or », nom donné par l'Empire britannique au Ghana. En dépit de son origine sociale modeste, Kwame Nkrumah bénéficie d'une scolarisation pourtant payante et essentiellement destinée aux enfants des notables traditionnels, celle-ci devant permettre à l’administration coloniale britannique de s'appuyer sur une classe privilégiée d'indigènes dont seraient extraits ses agents locaux. Après avoir suivi ses premières années d'études chez les jésuites, Nkrumah devient à 17 ans moniteur-élève et est remarqué par un inspecteur qui l'envoie poursuivre ses études dans la banlieue d'Accra, à la prestigieuse Achimota School. En 1935, quelques années après sa sortie de l'université, il embarque pour les États-Unis afin de poursuivre ses études à l'université de Lincoln. Après avoir multiplié les petits boulots parallèlement à ses études (il décrit sa vie aux États-Unis comme des « années de misère »), il obtient une licence en économie et en sociologie en 1939. En parallèle de son inscription dans un cursus de théologie à l'université de Lincoln, il s'inscrit en master à l'université de Pennsylvanie, de laquelle il obtiendra en 1943 un master en Philosophie.  

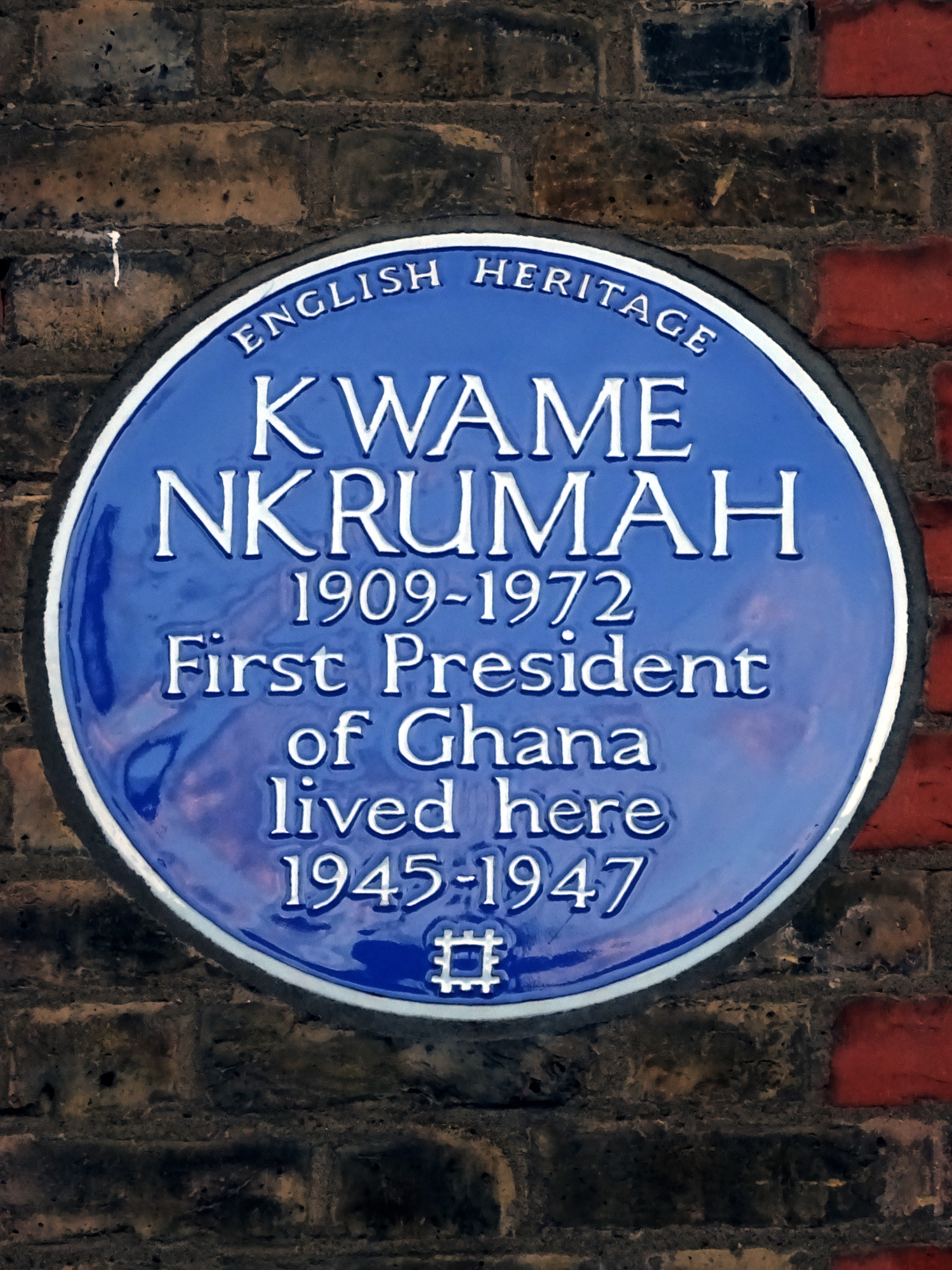
Blue plaque sur le mur du 60 Burghley Road, Kentish Town à Londres, où Nkrumah a vécu entre 1945 et 1947.

Il est également membre d'une association d'étudiants africains qu'il contribue à transformer en Association des étudiants africains des États-Unis et du Canada et en est le président entre 1942 et 1945. Le journal de l'association se fait le relais des idées panafricaines. Nkrumah s’intéresse en effet aux questions du colonialisme et de l’impérialisme. Si la lecture de Marx et Lénine l’impressionne car, dit-il, « j'avais la certitude qu'ils avaient développé une philosophie de caractère à résoudre ses problèmes », il est principalement intéressé par les théories du « Retour en Afrique » et de « l'Afrique aux Africains » de Marcus Garvey. Toutefois, il rejette le concept de « pureté de la race noire » avancé par Garvey ; et sa rencontre avec W. E. B. Du Bois, lors d'une conférence de la NAACP (organisation dirigée par Du Bois) à laquelle Nkrumah participe en tant que représentant de la Cote-de-l'Or, représente également une influence décisive.
Peu avant de quitter les États-Unis pour la Grande-Bretagne, où doit se tenir le congrès panafricain de 1945, il rédige la brochure Vers la libération nationale dans laquelle il développe son analyse du colonialisme : celui-ci est décrit comme conséquence des besoins du capitalisme d’accéder à des matières premières au moindre coût, de disposer d'une main d’œuvre bon marché et d'écouler ses surproductions. Les discours sur la mission civilisatrice et sur l'éducation des indigènes ne sont pour lui que des prétextes pour dissimuler la réalité du colonialisme. À Londres, il adhère au syndicat des étudiants d'Afrique occidentale (la WASU) et entreprend brièvement d’étudier le droit mais se trouve rapidement absorbé par ses activités politiques. Il fonde avec Bankole Awoonor-Renner le Secrétariat national ouest-africain (WANS), organisation marxiste panafricaine et éditent le mensuel The New African. Il est co-rédacteur, avec le militant communiste George Padmore, de la déclaration finale du congrès panafricain de Manchester.

### Le père de l'indépendance du Ghana

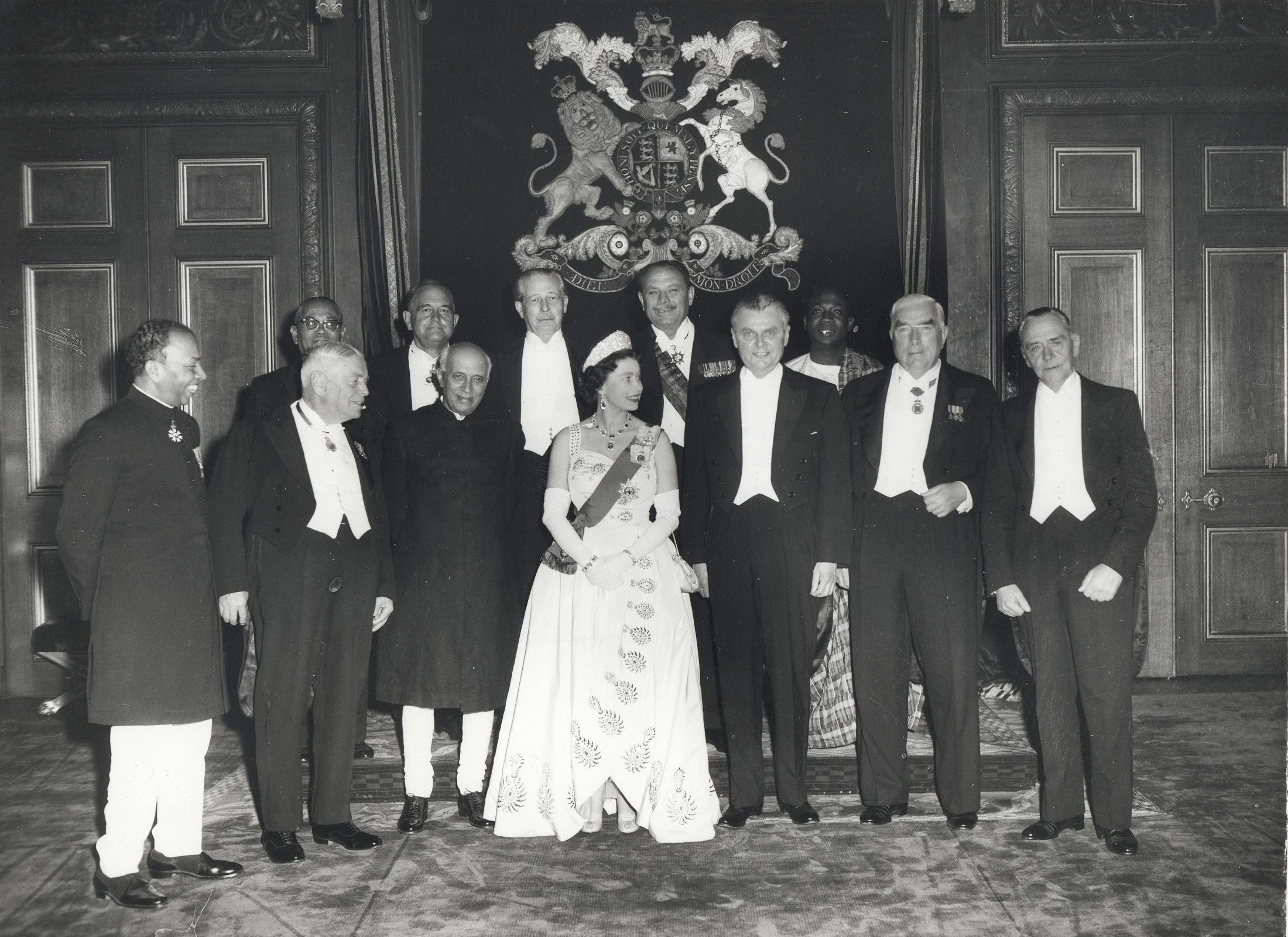
La reine Élisabeth II accueillant les premiers ministres des pays du Commonwealth au château de Windsor en mai 1960. Kwame Nkrumah est en haut à droite.

Il retourne en Côte-de-l'Or en 1947 et devient secrétaire général du parti indépendantiste, l'UGCC (United Gold Coast Convention). Le parti est cependant essentiellement constitué de notables indigènes, relativement désintéressés par les problèmes des plus pauvres et aux objectifs arrangeants avec les colonialistes. Nkrumah décide de transformer l'UGCC en parti de masse : trois journaux de propagande sont créés et rencontrent un succès croissant, le parti se dote d'une branche jeunesse et Nkrumah multiplie les conférences. L'administration coloniale réagit par la répression : six dirigeants du parti sont incarcérés, ses publications sont censurées. En février 1948, la police ouvre le feu sur des manifestants, provoquant une vingtaine de morts et des centaines de blessés. Les dirigeants de l'UGCC prennent peur et démettent Nkrumah de sa fonction de secrétaire général. Il est incarcéré pendant deux mois avec d'autres dirigeants de l'UGCC.
Le 12 juin 1949, avec le soutien de l'organisation de jeunesse de l'UGCC, Nkrumah annonce devant 60 000 personnes la fondation d'un nouveau parti : le Convention People's Party (CPP). Souhaitant l'indépendance, Nkrumah appelle au boycott et à la désobéissance civile, ce qui lui vaut d'être arrêté par les autorités britanniques en 1950 et condamné à trois ans de prison. Pourtant, les grèves et manifestations organisées par la CPP aboutissent cette même année à la promulgation d'une nouvelle Constitution prévoyant une assemblée législative dont 75 membres seront Africains et des élections municipales. Le 8 février 1951, le CPP obtient 34 des 38 sièges du conseil municipal d'Accra et remporte également les législatives. En dépit de son incarcération, Nkrumah profite d'une faille juridique pour être candidat à Accra central et y obtient 95 % des voix. Il est finalement libéré et désigné pour constituer un gouvernement.
Nkrumah multiplie les concessions pour rassurer l’administration britannique, contrainte de l'accepter comme son principal interlocuteur. Se basant sur la politique d’« Africanisation de l’administration et de panafricanisme », il décide de développer les infrastructures de son pays grâce aux excédents de l’Office de commercialisation du cacao. Ainsi, le domaine de l’éducation et celui de la santé enregistrent de véritables progrès. Les femmes obtiennent le droit de vote en 1954.

### Président de la République
Après les élections législatives de 1956, le CPP, qui compte plus de 700 000 membres, remporte les trois quarts des sièges. Nkrumah, fort de son succès, oblige alors le Royaume-Uni à concéder l’indépendance, qui est proclamée le 6 mars 1957. La Côte-de-l'Or devient ainsi la deuxième colonie à obtenir son indépendance après le Soudan (1956). Il se marie fin 1957 avec Fathia Rizk, une copte égyptienne. Le jour même de l’indépendance, Nkrumah décide d’abandonner le nom colonial du pays au profit de l'actuel, en référence à l'Empire du Ghana. En outre, contrairement à la Gold Coast (Cote de l'Or), ce nom n'est plus de nature à être traduit différemment en fonction des langues étrangères. Tout en demeurant dans le Commonwealth, le Ghana devient, le 1er juillet 1960, une république. 

#### Artisan du panafricanisme

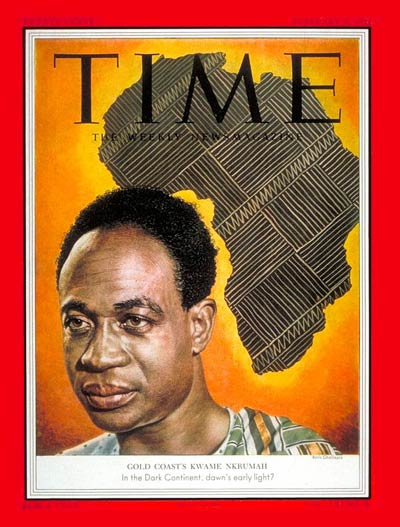
Nkrumah faisant la une du Time magazine, le 9 février 1953.

Nkrumah est convaincu qu'aucun État ne peut résister individuellement aux grandes puissances. L'arbitraire des frontières des pays anciennement colonisés peut par ailleurs provoquer des guerres. Ami personnel d'un membre éminent du panafricanisme, le Caribéen George Padmore, il organise avec lui les 6e et 7e conférences panafricaines en 1953 à Kumasi et 1958 à Accra, qui est également la première conférence des États Indépendants d'Afrique. En plus de revendiquer l’indépendance immédiate de l’Afrique, il prône la formation d’une identité supranationale : les « États-Unis d’Afrique » qui permettrait au continent de devenir l’une des plus grandes forces du monde. 
Dans ce but, il s’engage en 1958, à poursuivre avec ses homologues africains « une politique africaine commune ». La même année, il est le premier à apporter son soutien à la Guinée indépendante d'Ahmed Sékou Touré, en lui accordant un prêt de dix millions de livres sterling. Il tente un premier pas vers une réalisation concrète du panafricanisme en formant le 1er mai 1959 une union avec la Guinée, rejointe le 24 décembre 1960 par le Mali. Mais si cette union n’est jamais dissoute, elle n’est que purement symbolique. En mars 1963, il participe activement à la rédaction de la charte de l’Organisation de l’unité africaine, même si son idée de créer un gouvernement central africain n’est pas retenue. Il soutient, officieusement, le camp socialiste (bien que se déclarant non-aligné), en juillet 1962. Isolé à l’intérieur de son pays, il l’est également, de plus en plus, à l’extérieur. Ses initiatives lui valent l'hostilité des pays occidentaux (la CIA indique que « Nkrumah faisait plus pour saper nos intérêts qu'aucun autre noir africain ») mais également certains dirigeants africains qui l'accusent, dans ses projets de panafricanisme, de vouloir propager le communisme en Afrique.
Nkrumah encourage les autres nationalistes africains à rejeter les méthodes violentes et défend l'idée que les deux phases de désobéissance civile puis de collaboration gouvernementale avec les colons constituent la meilleure méthode pour gagner l'indépendance. Les guerres en Algérie, au Cameroun, dans les colonies portugaises et le coup d’État contre le gouvernement nationaliste de Patrice Lumumba au Congo ne le font pas changer d'avis et il continue de défendre cette vision non-violente de la lutte anticoloniale jusqu'en 1966. En 1970, il revient dans son ouvrage Les luttes de classes en Afrique sur ses « illusions » passées : « à moins de s'y voir contrainte, les élites privilégiées ne céderont pas le pouvoir, même si elles acceptent d'effectuer quelques réformes, elles ne céderont jamais, si elles savent leur position menacée. Il n'est pas de grand événement historique qui n'ait été accompli au prix d'efforts violents ».

#### Politique économique

Kwame Nkrumah visitant le barrage d'Akosombo en construction en février 1962.

L’indépendance du pays n’apporte pas de changement radical au système hérité de l’ancien colonisateur. Le gouvernement tente de diversifier l'économie ghanéenne et de réduire sa dépendance extérieure avec le développement d'une industrie lourde ; une série de grands projets est donc lancée. Les infrastructures connaissent un développement significatif avec l'érection du barrage hydroélectrique d'Akosombo (912 MW), la réalisation à Tema d’un grand port en eau profonde relié à la capitale par une autoroute, mais les fruits de cette industrialisation naissante ne sont pas directement perceptibles par la population. De plus, cette modernisation du pays entraîne une détérioration de la situation économique : le déficit public et celui de la balance des paiements s’accroissent et, bien qu’ayant adopté une économie d’inspiration libérale, les investissements étrangers sont quasi nuls. De plus, si jusque-là l’inflation est contenue, les salaires des planteurs de cacao ne font que régresser depuis 1954, accentuant ainsi la crise.
Au début des années 1960, la chute des cours du cacao et l’augmentation significative des prix des produits importés décident Nkrumah à rompre avec le libéralisme économique. Il fustige « l'échange inégal », qui voit les grandes puissances s'attribuer à bas prix des matières premières et surfacturer les produits manufacturés. En effet, selon l'historien Basil Davidson, alors que la production de cacao au Ghana est passée de 350 000 tonnes en 1960 à 494 000 en 1965, les recettes réalisées en 1965 sont inférieures à celles de 1960. Alors que les relations avec les pays occidentaux se dégradent, Nkrumah opte officiellement pour le marxisme lors de la XIe conférence du CPP. Sous la doctrine du « consciencisme » (ou « nkrumahisme »), une économie planifiée est mise en place et un plan septennal est adopté en 1964, devant se traduire par une forte politique d’investissements publics de façon à réduire la dépendance économique vers l'étranger. Toutefois, le plan surestime largement les capacités du Ghana à mobiliser un capital intérieur et ne prévoit pas la nationalisation du commerce extérieur. Finalement, cette période est marquée par un gaspillage des ressources naturelles, un accroissement de la corruption, une montée du chômage et la faillite du secteur agricole. Cette nouvelle politique économique entraîne une augmentation du coût de la vie de 48 % entre 1963 et 1966, ainsi que la désorganisation des marchés provoquant marché noir et ruptures de stocks.

#### Politique éducative et culturelle
L'éducation est rendue gratuite et obligatoire en 1962, et l'éducation supérieure le devient en 1965. Le nombre d’élèves inscrits dans les écoles, qui ne dépassait pas 150 000 dans les années 1950, atteint 1 135 000 au milieu des années 1960.
Kwame Nkrumah s'efforce également de promouvoir une culture panafricaine. Irrité par l'eurocentrisme des manuels et des institutions culturelles britanniques, il supervise la création d'un musée national du Ghana (National Museum of Ghana) qui ouvre le 5 mars 1957, d'un Conseil des arts du Ghana, d'une bibliothèque de recherche sur les affaires africaines en juin 1961, et de la Ghana Film Corporation en 1964. En 1962, il ouvre également un Institut des études africaines.

#### Politique familiale et politique sur les droits des femmes

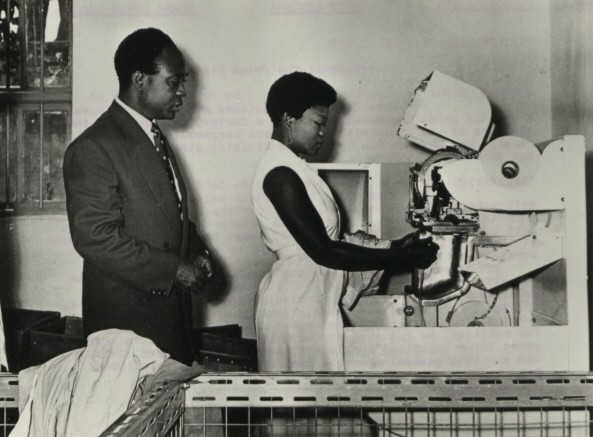
Kwame Nkrumah observant une opératrice au travail sur une machine produisant des étiquettes métalliques dans une usine.

Une campagne contre la nudité dans le Nord du pays, sous l'impulsion d'Hannah Kudjoe, une des responsables de son parti et une militante qu'il avait encouragée à s'investir dans l'action politique, a reçu son attention particulière. Hannah Kudjoe a également formé la Ligue des femmes du Ghana, a travaillé sur la nutrition, sur l'éducation des enfants, outre le port de vêtements. La Ligue des femmes a par ailleurs mené une manifestation contre les essais nucléaires français dans le Sahara,. Mais Hannae Kudjoe est finalement marginalisée dans la structure du Parti, au profit d'organisations plus faciles à contrôler. En 1960, malgré l'opposition d'Hanna Kudjoe et d'Evelyn Amarteifio, la Ligue des femmes est fusionnée avec la Fédération nationale des femmes de la Côte de l'or et d'autres organisations féministes plus petites pour devenir le Conseil national des femmes du Ghana, contrôlé par le CPP.
Des dispositifs législatifs adoptés en 1959 et en 1960 créent des sièges réservés aux femmes, au sein du parlement. Quelques femmes sont promues au Comité central du CPP. Un effort est fait pour faciliter l'entrée des femmes en université et dans certaines professions, au-delà de l'agriculture et du commerce, notamment vers la médecine et le droit,.

#### Régime politique

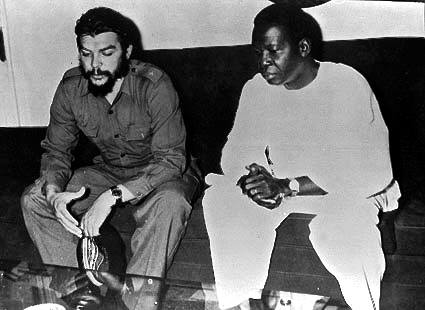
Che Guevara et Kwame Nkrumah en janvier 1965.

La répression de la droite s’accentue progressivement : plusieurs dirigeants de l’opposition sont emprisonnés ou sont contraints de partir en exil (comme le chef de l’opposition unie Kofi Busia). En 1961, le gouvernement décide d’augmenter de 5 % les prélèvements sur les salaires pour financer les projets de modernisation des infrastructures. Cette décision est d'autant plus mal accueillie par les syndicats que certains chefs d'entreprise ou responsables politiques manifestent sans retenue leurs richesses, sans qu'une contribution supérieure ne leur soit demandée. En réaction, des grèves éclatent que le régime fait réprimer et 17 syndicalistes sont emprisonnés. Nkrumah échappe à deux tentatives d’assassinat, l'une en août 1962 et l'autre en janvier 1964, qui le plongent dans une véritable paranoïa. Peu de temps après, tous les parlementaires de l’opposition sont arrêtés, la presse est censurée, l’indépendance du pouvoir judiciaire est restreinte et les adversaires du régime l'accusent de favoriser un culte de la personnalité (il se fait surnommer Osagyefo – le « Rédempteur » – par ses partisans). Sa popularité pâtit fortement de cette dérive vers l'autoritarisme.
Le CPP devient en 1964 un parti unique « ouvert à tous les Ghanéens de toutes classes sociales et de toutes idéologies », conformément à la vision de Nkrumah (qui se fait proclamer président à vie) de négation d’intérêts divergents au sein d'une même société. Il estime en effet que l'Afrique précoloniale était organisée selon un mode de vie « communaliste » et que la disparition du colonialisme permettra au continent d'évoluer naturellement vers une société égalitaire, sans qu'intervienne la lutte des classes. Il tente aussi de supprimer l'influence des origines tribales comme facteur de discrimination.

#### La chute et l’exil
Le 24 février 1966, alors qu'il est en voyage en Chine, Nkrumah est renversé, sans aucune résistance, par un coup d’État militaire favorisé par la CIA américaine et le Secret Intelligence Service britannique. Déclaré persona non grata au Ghana par le nouveau régime, Nkrumah ne reverra jamais son pays. Il se réfugie alors en Guinée, chez son ami Sékou Touré, qui lui propose vainement la coprésidence du pays. Il fonde alors, dans son pays d’exil, une maison d’édition qui publie ses théories révolutionnaires et ses livres sur l’Unité africaine. Le 27 avril 1972, il meurt dans un hôpital de Bucarest, à la suite d’un cancer de l’estomac.

#### Postérité

Portrait de Kwame Nkrumah sur un timbre soviétique de 1989.

En 1992, le mausolée de Kwame Nkrumah fut édifié en l'honneur du premier président ghanéen à Accra par le président Jerry Rawlings, contribuant à lui donner l'image du père fondateur du Ghana, figure panafricaine et anticolonialiste. Le mausolée est aujourd'hui l'un des monuments les plus importants de la capitale ghanéenne.
En décembre 2010, le président John Evans Atta Mills a inauguré la mise en production d'un nouveau champ pétrolifère offshore ; celui-ci permet au Ghana d'accéder au statut de pays exportateur de pétrole. Le navire de soutien logistique (FPSO) associé à ce champ a été rebaptisé le Kwame Nkrumah.

## Distinctions
- Compagnon de l'ordre de O. R. Tambo (en) ( Afrique du Sud ; à titre posthume)
- Chevalier grand-croix au grand cordon de l'ordre du Mérite de la République italienne ( Italie, 1963)
- Grand cordon de l'ordre de l'Indépendance ( Tunisie, 1961)

## Œuvres et publications
- Le Consciencisme, Paris, Éditions Présence Africaine, 1976, 141 p. (ISBN 978-2-7087-0324-7)
- Ghana : The Autobiography of Kwame Nkrumah, New York, NY, USA, International Publishers Co, 1989, 320 p. (ISBN 978-0-7178-0294-4)
- L'Afrique doit s'unir, Paris, Éditions Présence Africaine, coll. « Textes politiques », 2001, 256 p. (ISBN 978-2-7087-0579-1), première édition : anglais : 1963 ; français : 1964
- Le néo-colonialisme : Dernier stade de l'impérialisme (trad. de l'anglais), Paris, Éditions Présence Africaine, coll. « Le panafricanisme », 2009, 268 p. (ISBN 978-2-7087-0794-8)
- Kwame Nkrumah (trad. de l'anglais), Autobiographie, Paris, Éditions Présence Africaine, coll. « Le panafricanisme », 2009, 291 p. (ISBN 978-2-7087-0796-2);